# Chronologie de l'Estonie
Cette Chronologie de l'Histoire de l'Estonie nous donne les clés pour mieux comprendre l'histoire de l'Estonie, l'histoire des peuples qui ont vécu ou vivent dans l'actuelle Estonie.